# Anfictião
Anfictião, na mitologia grega, foi um rei de Atenas; o terceiro rei (1497 a.C. - 1487 a.C., segundo Jerônimo de Estridão). Em algumas versões ele é o segundo filho de Deucalião e Pirra, em outras ele é filho da terra (autóctone). Segundo Dionísio de Halicarnasso, ele era filho de Heleno.
Anfictião era rei das Termópilas [carece de fontes?]. Ele se casou com uma filha do Rei Cranau de Atenas (possivelmente Crânae ), e depois o derrubou, tornando-se rei. Ele reinou por 10 anos (12 anos segundo Pseudo-Apolodoro), e, sentindo que os gregos eram fracos e facilmente destruídos pelos vizinhos bárbaros, fundou a Liga Anfictiônica, que se reunia nas Termópilas nos tempos históricos [carece de fontes?].
Ele foi deposto por Erictónio de Atenas, que o baniu de Atenas junto com outros rebeldes.
Anfictião foi o pai de Itonus, e este, casado com a ninfa Melanipe, foi o pai de Boetus, que deu nome à Beócia.
Pelos cálculos de Jerônimo de Estridão, durante seu reinado:
- No nono ano, o templo de Delos foi construído por Erisictão, filho de Cécrope
- No décimo ano, Épafo, filho de Zeus e Io, fundou Mênfis, quando governava o baixo Egito.